# Hammam Essalihine
Hammam Essalihine (حمام الصالحين) è il nome arabo con cui sono localmente note le Aquae Flavianae, terme romane risalenti a circa 2000 anni fa.

## Storia
Si trovano nel comune di El Hamma, a 7 km da Khenchela, capoluogo della omonima prefettura dell'Algeria nordorientale, ai piedi del massiccio dell'Aurès
Secondo le iscrizioni il complesso fu probabilmente costruito o utilizzato dalla dinastia Flavia al tempo di Vespasiano nel 69 d.C. Un'altra lapide indica che il sito è stato restaurato da Settimio Severo nel 208 d.C.
Il complesso è stato recentemente restaurato ed è attualmente utilizzato come centro termale.
Annualmente è frequentato da circa 700.000 visitatori.